# Adesmia maulina
Adesmia maulina es una especie de planta floral del género Adesmia, categorizada en la tribu Dalbergieae, de la familia Fabaceae.

## Distribución
Especie nativa de Chile. Crece en el bioma subtropical.

## Taxonomía
Fue descrita por (Reiche) K.Schum. y publicada en Just's Bot. Jahresber. 26(1): 353 (1900).